# Riedelinius paniaiensis
Riedelinius paniaiensis là một loài bọ cánh cứng trong họ Attelabidae. Loài này được Riedel miêu tả khoa học năm 1999.